# Euphyodesmus vector
Euphyodesmus vector är en mångfotingart som beskrevs av Chamberlin 1941. Euphyodesmus vector ingår i släktet Euphyodesmus och familjen orangeridubbelfotingar. Inga underarter finns listade i Catalogue of Life.